# 인터파크트리플
인터파크트리플은 대한민국의 여행 및 공연 특화 전자상거래 기업이다. 1995년 11월 데이콤의 소사장제로 출범했고, 이듬해 6월 온라인 쇼핑몰 ‘인터파크’를 오픈했다. 인터파크는 ‘인터넷 테마파크’의 줄임말로 인터넷을 통한 무형적 테마파크를 고객에게 제공하고자 하는 뜻이 담겨 있다.

## 연혁
1995년 11월 데이콤의 소사장제로 출범했으며 1996년 6월에 국내 최초로 온라인쇼핑몰 인터파크 사이트를 오픈해 본격적인 전자상거래 시장을 열었다. 1999년 7월 1일에 코스닥에 상장했다. 1997년 인터넷 서점 및 티켓예약 서비스, 1999년 여행예약 서비스를 오픈했다. 2000년에는 FIFA 월드컵 입장권 공식 판매 대행사로 선정되었으며, 2011년에는 한남동에 뮤지컬 전문 공연장 및 콘서트 전문 공연장을 갖춘 블루스퀘어를 개관했다. 2018년에는 평창동계올림픽 입장권 판매/관리 서비스를 수행했다. 2021년 4월 4일 인터파크 본사 신사옥은 경기도 성남시 분당구로 이전한다. 2021년 국내 여가 플랫폼 1위 기업인 야놀자가 인터파크의 여행, 공연 관련 사업부의 지분 70%를 인수했다. 2023년 6월 20일 인터파크트리플로 사명변경되었다.

## 서비스
- 투어 : 전 세계 실시간 항공권 예약서비스로 온라인 항공권 예약 서비스를 제공하며, 패키지/자유여행, 국내외 호텔 및 이용권 등 전 카테고리에 걸친 여행 서비스를 선보이는 종합 여행사다. AI 기반 실시간 여행상담 서비스 ‘여행 톡집사’로 여행 전반에 걸친 상담 서비스도 제공하고 있다.

- ENT : 공연, 영화, 스포츠, 전시 등 티켓 예매 서비스를 제공하며, 티켓 유통은 뿐 아니라 공연 산업 활성화를 위한 공연 제작 및 투자, 공연장 설립 등의 사업을 진행한다. 국내 유수의 공연장 티켓 전산 발매 시스템 운영을 통해 2000년 FIFA 월드컵 입장권 공식 판매 대행사 선정, 2018년 평창동계올림픽 입장권 판매/관리 서비스 수행을 비롯한 다양한 국책사업을 수행했다. 공연 예매 대기 서비스, 공연을 이용 가능한 Toping 멤버십 서비스 등의 서비스도 있다.

## 같이 보기
- 인터파크고딕
- 블루스퀘어